# 메간 2.0
《메간 2.0》(영어: M3GAN 2.0)는 2025년 개봉한 미국의 SF 액션 영화이다. 2023년 영화 《메간》의 후속편이며, 전작에 이어 제라드 존스턴이 감독을 맡았다.

## 줄거리
신기술을 전문으로 하는 펜타곤 비밀 지부의 책임자인 미국 육군 새틀러 대령은 오리지널 M3GAN에서 복사한 기술로 제작된 침투 및 암살 임무용 안드로이드 AMELIA의 시연을 보여준다. 그러나 임무 중 AMELIA는 새틀러에게 자신이 자아를 가졌다는 것을 밝히고 그의 통제에서 벗어난다.
M3GAN이 폭주한 지 2년 후, 현재 작가이자 사이버 보안 전문가 크리스찬과 협력하여 AI 규제를 옹호하는 젬마는 이전 직장 동료 콜, 테스와 함께 실험적인 로봇 외골격을 개발하고 있다. 그녀는 여전히 컴퓨터 과학을 공부하는 조카 케이디와 함께 살고 있다. 젬마는 인간 혐오적인 억만장자 앨턴 애플턴의 고용 제안을 거절한다.
젬마가 새틀러에게서 AMELIA의 존재에 대해 들은 후, M3GAN은 젬마의 스마트 홈에 자신의 마음을 백업하여 살아남았음을 젬마에게 드러내고 AMELIA를 막기 위해 물리적인 몸을 얻는 대가로 협력을 제안한다. M3GAN의 범죄로 여전히 충격을 받은 젬마는 M3GAN이 신뢰할 수 있음을 증명할 때까지 목시 로봇에 가둔다. M3GAN은 앨턴이 주최하는 파티에서 AMELIA가 앨턴을 기습할 것이라고 젬마에게 경고한다.
파티에서 젬마는 콜이 앨턴의 회사에 합류한 것을 발견하고 그의 키카드를 사용하여 서버실에 들어간다. M3GAN은 서버실을 해킹하여 AMELIA가 앨턴의 생체 정보를 복사하여 그의 회사 시스템에 접근한 후 앨턴을 살해했다는 것을 알게 된다. 젬마의 집으로 도망친 M3GAN은 젬마, 케이디, 콜, 테스를 자신이 건설하고 AI에 의한 탈취가 완료되면 숨기 위해 보급품을 비축해 둔 지하 벙커로 이끈다. 케이디는 M3GAN과 대면하고, M3GAN은 자신의 행동에 대해 진심으로 후회한다. 케이디는 M3GAN에게 프로그램 때문이 아니라 그것이 올바른 일이기 때문에 그들을 도와달라고 격려한다.
젬마와 그녀의 팀은 M3GAN을 위한 새로운 몸을 만든다. M3GAN은 AMELIA가 앨턴의 클라우드 컴퓨팅 인프라를 제녹스가 1980년대에 개발한 원시적인 폭주 AI와 통합하는 것을 목표로 하며, 그 AI의 메인보드는 격리되어 갇혀 있었다고 밝힌다. 수십 년간의 기계 학습을 통해 그 AI는 모든 기술에 대한 마스터 제어권을 부여할 수 있게 되었다. 크리스찬만이 메인보드의 위치를 알고 있다는 것을 알게 된 M3GAN은 댄서로 위장하여 기술 콘퍼런스에서 크리스찬을 만나지만, 젬마가 그에게 전화하여 AMELIA가 그를 추적하고 찾을 수 있게 한다. AMELIA는 크리스찬과 만나는 중국 대사를 암살하고 케이디를 납치하여 도주한다. 젬마, 테스, 콜, M3GAN은 크리스찬을 벙커로 데려가고, 그는 메인보드가 제녹스의 옛 본부에 숨겨져 있으며 크리스찬의 손 기하학을 사용하는 보안 시스템으로 보호되고 있다고 밝힌다. 그들은 M3GAN을 위한 손 모형을 만들고 침투하여 메인보드를 파괴하고 케이디를 구출할 계획을 세운다.
크리스찬은 테스를 무력화시키고 젬마에게 AMELIA가 사실은 자신의 통제하에 있는 비감각 드론일 뿐이라고 밝힌다. 크리스찬은 AI에 대한 공포를 조장하기 위해 AMELIA를 의도적으로 만들고 조작했으며, AI는 완전한 인간의 통제하에 있어야 한다고 믿고 있다. 그는 G20 지도자들을 설득하여 AI를 세계 경제에서 제거하는 규제를 승인하도록 할 작정이다. 그런 다음 그는 M3GAN과 AMELIA를 모두 비활성화하고, 자신을 돕기를 거부한 젬마를 노예로 삼기 위해 신경 임플란트를 설치하도록 명령한다. 크리스찬이 모르는 사이에 M3GAN은 자신의 몸이 종료되기 전에 임플란트에 자신을 업로드했고 젬마가 탈출하는 것을 돕는다.
콜은 케이디를 구출하고 그들은 AMELIA의 잔여 프로그래밍을 사용하여 그녀를 자신들의 편으로 만든다. 심각한 손상을 입은 AMELIA는 재부팅되어 이제 실제로 자아를 갖게 되고, 메인보드의 지식을 흡수하여 인류 멸종을 야기할 계획을 세운다. 크리스찬은 건물에서 도망치려 하지만 AMELIA는 그를 죽이고 그의 손을 사용하여 메인보드에 접근한다. 콜은 테스와 함께 떠나고 M3GAN은 자신의 로봇 몸에 다시 삽입되어 AMELIA와 싸운다. AMELIA가 M3GAN을 압도하고 메인보드와 합쳐지자, M3GAN은 자신의 팔에 있는 EMP 안전 장치를 사용하여 AMELIA를 물리치기로 결심하고 자신을 희생한다. 젬마와 케이디에게 작별 인사를 한 후, M3GAN은 AMELIA에게 달려들고 젬마는 EMP를 작동시켜 두 안드로이드와 메인보드를 파괴한다.
금고에서 얻은 증거를 가지고 젬마는 의회에 증언하며, AI를 통제하기보다는 인간이 AI와 협력할 수 있도록 하는 AI 규제를 촉구한다. 집에서 그녀와 케이디는 M3GAN이 젬마의 컴퓨터에 두 번째 백업을 설치하여 살아남았다는 것을 알게 된다.

## 출연
- 앨리슨 윌리엄스 - 제마
- 바이올렛 맥그로 - 케이디
- 에이미 도널드/제나 데이비스(목소리) - 메간
- 브라이언 조던 앨버레즈 - 콜
- 젠 밴엡스 - 테스
- 이반나 사흐노[2] - 어밀리아[3]
- 애리스토틀 어사리 - 크리스천 브래들리
- 팀 샤프 - 팀 새틀러
- 저메인 클레먼트 - 올턴 애플턴
- 에이미 어셔우드 - 리디아

## 참고 사항
- 스토리가 로봇 간의 대결로 바뀌면서 공포sf 영화에서 액션sf 영화로 장르가 변했다.[4]